# Генриетта Французская
Принцесса Анна Генриетта Французская (14 августа 1727, Версаль — 10 февраля 1752, Версаль) — французская принцесса, дочь короля Франции Людовика XV и Марии Лещинской, сестра-близнец принцессы Марии Луизы Елизаветы. При дворе её называли Мадам Генриетта, Мадам Вторая.

## Биография
Близнецы Анна Генриетта и Мария Луиза Елизавета родились 14 августа 1727 года. Генриетта родилась второй, поэтому её стали называть Мадам Вторая. Когда она подросла, то близкие стали назвать её Мадам Генриетта.
Принцесса считалась любимой дочерью короля. В отличие от сестёр, которые были отправлены в монастырь Фонтевро, Генриетта осталась в Версале. Её воспитанием занималась Мария Изабелла де Роган, герцогиня де Таллар. Детство принцесса провела вместе с сёстрами Марией Луизой, Марией Аделаидой и братом-дофином.
Её сестра-близнец вышла замуж в 1739 году за инфанта Филиппа Испанского и уехала в Испанию. Генриетта влюбилась в своего двоюродного брата Луи Филиппа Орлеанского, герцога де Шартра. Отец поначалу одобрил эту партию. Однако кардинал де Флёри, глава правительства в тот период, воспротивился браку молодых людей, так как он мог испортить отношения Франции с Испанией. В условиях, когда у Людовика XV был только один сын, в случае смерти этого последнего наследование французского престола оспорили бы две ветви Бурбонов — герцоги Орлеанские и испанская ветвь, представленная дядей Людовика Филиппом V. Хотя по Утрехтскому договору 1713 года Филипп V отказался от прав на французский престол, он не признавал добровольность и законность этого условия. В таком случае, если бы будущий герцог Орлеанский стал зятем короля, то это не влекло бы, в силу салического закона, никаких формальных последствий, но всё же означало бы исключительную королевскую милость данной линии, и это могло быть воспринято Испанией как недружественный акт. В 1740 году король Людовик официально объявил о том, что отказывает герцогу Шартрскому в руке своей дочери.
Любимым занятием принцессы была музыка. Её любимым инструментом была виола, игре на котором её учил Жан Батист Форкре. Одной из подруг принцессы была Мария Тереза Рафаэла Испанская, первая супруга её брата и дофина Франции. Генриетта тяжело переживала её смерть в 1746 году.
Живя в Версальском дворце, Генриетта и её сёстры находились в постоянном контакте с любовницами отца, самой известной из которых была мадам де Помпадур. Дети короля презирали и ненавидели фаворитку, поскольку отец из-за неё пренебрегал их матерью. Сестра-близнец Генриетты Мария Луиза вернулась из Пармы в 1748 году и стала хорошей подругой мадам де Помпадур. За это Генриетта возненавидела сестру и презирала точно так же, как и саму де Помпадур.
Генриетта умерла от оспы в 1752 году. Она была похоронена в аббатстве Сен-Дени. Её могила, как и могила её родственников были осквернены в годы французской революции. Среди её племянников были три последних короля Франции, герцог Пармский Фердинанд I, королева Сардинии Мария Клотильда и Мадам Елизавета, казнённая вместе с королевской семьёй.

## Титул
- 14 августа 1727 — 10 февраля 1752: Её Королевское высочество принцесса Генриетта Французская